# Vásárosmiske, Vas
Vásárosmiske  este un sat în districtul Sárvár, județul Vas, Ungaria, având o populație de 349 de locuitori (2011). 

## Demografie
Componența etnică a satului Vásárosmiske
     Maghiari (98,1%)
     Germani (1,9%)
Componența confesională a satului Vásárosmiske
     Romano-catolici (64,47%)
     Luterani (10,89%)
     Fără religie (2,29%)
     Reformați (1,72%)
     Necunoscută (20,63%)
Conform recensământului din 2011, satul Vásárosmiske avea 349 de locuitori. Din punct de vedere etnic, majoritatea locuitorilor (98,1%) erau maghiari, cu o minoritate de germani (1,9%).  Din punct de vedere confesional, majoritatea locuitorilor (64,47%) erau romano-catolici, existând și minorități de luterani (10,89%), persoane fără religie (2,29%) și reformați (1,72%). Pentru 20,63% din locuitori nu este cunoscută apartenența confesională.